# Uptown TV
Uptown TV er en dansk kabel-tvkanal, der viser musikvideoer døgnet rundt med udelukkende danske artister fra 1970'erne og 1980'erne til nye danske musikvideoer.
Den abonnementsfinansierede kanal blev lanceret den 15. november 2010 med distribution i de store tv-pakker hos Waoo!, Altibox og Glentevejs Antennelaug.
Uptown TV er ejet af grundlæggeren Kasper Krüger.